# Monomorium abyssinicum
Monomorium abyssinicum är en myrart som först beskrevs av Auguste-Henri Forel 1894.  Monomorium abyssinicum ingår i släktet Monomorium och familjen myror. Inga underarter finns listade i Catalogue of Life.